# Convento de Santa Isabel (Segovia)
El convento de Santa Isabel es un cenobio de la ciudad española de Segovia.

## Descripción
El convento se encuentra en la calle de Santa Isabel, a la que da nombre. Aparece descrito en el epígrafe que Mariano Sáez y Romero le dedica a aquella vía en Las calles de Segovia (1918), con las siguientes palabras:

Santa Isabel es una iglesia con un convento de monjas fundado en 1486 por D.ª María del Espíritu Santo, para comunidad de la Orden Tercera de San Francisco, que se albergó en él cuando las religiosas de Santa Clara la Vieja se trasladaron a San Antonio el Real. Se construyó entonces la iglesia dedicada a Santa Isabel, amplia, alta, con bóvedas de crucería y una buena capilla mayor que costeó el canónigo D. Juan del Hierro. Su verja es plateresca y muy notable. Tiene el convento muy buenos cuadros, es espacioso y sus monjas se dedicaban antes a la enseñanza. La calle es de pocas casas, pero grandes y dilatadas; alguna, resto de las antiguas fábricas de paños, con amplios corredores y tendederos.
(Sáez y Romero, 1918, p. 174)